# Gare de Carthagène
La Gare de Carthagène est la gare de la ville Carthagène en Espagne. Elle est  située à l'extérieur de la vieille ville près du port de Carthagène (Espagne). Elle est desservie par la ligne régionale L-1 entre Valence et Carthagène et par les trains de grandes lignes reliant Carthagène à Madrid (Altaria) .

## Histoire
Gare AVE : la gare va être entièrement remaniée en vue de l'arrivée de la ligne à grande vitesse Madrid-Carthagène qui permet de rejoindre le Levant espagnol. Elle aura la particularité d'accueillir deux types d'écartement de rails : international (UIC) pour l'AVE Madrid-Carthagène et espagnol pour les lignes régionales.

## Service des voyageurs

### Desserte
Grande ligne :
| Nom     | Destination                   | Matériel  |
| ------- | ----------------------------- | --------- |
| Altaria | Madrid-Chamartin - Carthagène | Talgo VII |

Une ligne regional Exprés dessert la ville :
| Lignes | Trajet                                   | Villes desservies |
| ------ | ---------------------------------------- | --- |
| L1     | Valence - Alicante - Murcie - Carthagène | Valence-Nord - Xàtiva - Villena - Sax - Elda-Petrer - Novelda - Alicante-Terminal - Sant Gabriel - Torrellano - Elche-Parc - Elche-Carrús - Crevillent - Albatera-Catral - Callosa de Segura - Orihuela - Beniel - Los Ramos-Alquerías - Beniaján - Murcie del Carmen - Balsicas-Mar Menor - Torrepacheco - Carthagène |